# Herman Van Springel
Herman Van Springel (Ranst, 14 agosto 1943 – Grobbendonk, 24 agosto 2022) è stato un ciclista su strada e pistard belga.
Professionista dal 1965 al 1981, vinse cinque tappe al Tour de France, un Giro di Lombardia, una Gand-Wevelgem, un'Omloop Het Volk, una Parigi-Tours e 7 edizioni della Bordeaux-Parigi.

## Carriera
È salito sul podio di tutti i tre Grandi Giri (Tour de France, Giro d'Italia e Vuelta a España), pur senza essere mai riuscito ad aggiudicarsene uno. Vinse la maglia verde - classifica a punti - al Tour de France 1973 pur senza vincere nessuna tappa in quell'edizione. Anche tra le corse di un giorno salì sul podio del campionato del mondo su strada a Imola 1968, di Liegi-Bastogne-Liegi, Parigi-Roubaix, Milano-Sanremo, Amstel Gold Race e Freccia Vallone, senza riuscire però a vincere nessuna di queste corse. Nel 1968 si aggiudicò anche il Super Prestige Pernod, sorta di Coppa del mondo su strada. Nonostante il suo ottimo livello di corridore, svolse anche compiti di gregariato in favore di Eddy Merckx, suo compagno di squadra alla Molteni.

## Palmarès
- 1964 (dilettante)

Grand Prix Gilbert Glineur
- 1966

Flèche Hesbignonne-Cras Avernas
Gand-Wevelgem
2ª tappa, 1ª semitappa Critérium du Dauphiné Libéré
- 1967

Flèche Hesbignonne-Cras Avernas
6ª tappa Tour de France (Jambes > Metz)
- 1968

1ª tappa Giro del Belgio (Bruxelles > Bertrix)
Omloop van Midden-België
Trèfle a 4 feuilles
Omloop Het Volk
1ª tappa Giro di Svizzera (Zurigo > Langenthal)
13ª tappa Tour de France (Saint-Gaudens > La Seu d'Urgell)
Giro di Lombardia
- 1969

3ª tappa, 2ª semitappa Tour de France (Soletta > Balmberg)
6ª tappa Giro di Svizzera (Crans-Montana > Lugano)
9ª tappa, 1ª semitappa Giro di Svizzera (Wohlen > Zurzach)
Omloop van Midden-België
Grand Prix Baden-Baden (cronocoppie con Roger De Vlaeminck)
Grand Prix des Nations
Classifica generale Quatre Jours de Dunkerque
10ª tappa Tour de France (Chamonix > Briançon)
21ª tappa Tour de France (Clermont-Ferrand > Montargis)
Parigi-Tours
Attraverso Losanna
Trofeo Baracchi (con Joaquim Agostinho)
- 1970

2ª tappa Giro del Belgio (Virton > Jambes)
Omloop Schelde-Durme
Meisterschaft von Zürich
Circuit du Sud-Ouest
Bordeaux-Parigi
Freccia del Brabante
Schaal Sels
Grand Prix des Nations
- 1971

3ª tappa Giro del Belgio (Hyon-Ciply > Mont Rigi)
Maaslandse Pijl
Bruxelles-Meulebeke
Nokere Koerse
Grand Prix Union-Brauerei
Meisterschaft von Zürich
Campionato belga, Prova in linea
16ª tappa 2ª semitappa Tour de France (Gourette/Les Eaux Bonnes > Pau)
Grand Prix Baden-Baden (cronocoppie con Eddy Merckx)
- 1972

Bruxelles-Bievene
Wezembeek-Oppem
Grote Prijs Stad Zottegem
- 1973

3ª tappa Giro di Svizzera (Siebnen > Locarno)
- 1974

Freccia del Brabante
Bordeaux-Parigi
G.P. Betekom
E3 Prijs Vlaanderen
- 1975

Omloop van Midden-Vlaanderen
Bordeaux-Parigi
G.P. Desselgem - Prix Alberic Schotte
- 1976

Nationale Sluitingsprijs
Grand Prix de Wallonie
- 1977

5ª tappa, 2ª semitappa Parigi-Nizza (Plan de Campagne > Castellet)
2ª tappa Tre Giorni di La Panne
Bordeaux-Parigi
- 1978

Le Samyn
Bordeaux-Parigi
Omloop van het Houtland
- 1979

G.P. Betekom
4ª tappa, 2ª semitappa Giro del Belgio
- 1980

Bordeaux-Parigi
- 1981

Bordeaux-Parigi

### Altri successi
- 1968

3ª tappa, 1ª semitappa Tour de France (Forest, cronosquadre)
- 1971

Prologo Tour de France (Mulhouse, cronometro)
- 1973

Classifica a punti Tour de France
- 1974

Circuit de l'Aulne (Criterium)

## Piazzamenti

### Grandi Giri
- Giro d'Italia

1971: 2º
- Tour de France

1966: 6º
1967: 24º
1968: 2º
1969: 18º
1971: 14º
1973: 6º
1974: 10º
1975: 31º
- Vuelta a España

1970: 3º
1973: 11º
1976: 29º

### Classiche monumento
- Milano-Sanremo

1966: 3º
1967: 26º
1969: 44º
1970: 92º
1972: ritirato
1973: 57º
1974: 26º
1977: 49º
1978: 26º
1979: 26º
- Giro delle Fiandre

1967: 8º
1968: 70º
1969: ritirato
1970: 24º
1971: 53º
1972: 9º
1973: 8º
1974: 19º
1976: 29º
1978: 6º
1981: 15º
- Parigi-Roubaix

1967: 18º
1968: 2º
1969: ritirato
1971: 2º
1972: 19º
1973: 8º
1974: 8º
1975: 25º
1977: 9º
1978: 8º
1979: 13º
- Liegi-Bastogne-Liegi

1967: 8º
1968: 5º
1969: 9º
1970: 6º
1972: 3º
1973: 11º
1975: 17º
1976: 9º
1977: 12º
1978: 5º
1979: 9º
1980: 7º
- Giro di Lombardia

1966: 15º
1968: vincitore
1969: 2º
1970: 5º
1971: 12º
1973: 3º
1974: 16º
1975: ritirato

### Competizioni mondiali
- Campionati del mondo

Nürburgring 1966 - In linea: ritirato
Imola 1968 - In linea: 2º
Zolder 1969 - In linea: 23º
Leicester 1970 - In linea: 59º
Mendrisio 1971 - In linea: 51º
Barcelona 1973 - In linea: 8º
Montréal 1974 - In linea: 6º
Nürburgring 1978 - In linea: 8º
Valkenburg 1979 - In linea: ritirato
Sallanches 1980 - In linea: ritirato
Praga 1981 - In linea: ritirato